# Técnico em veterinária

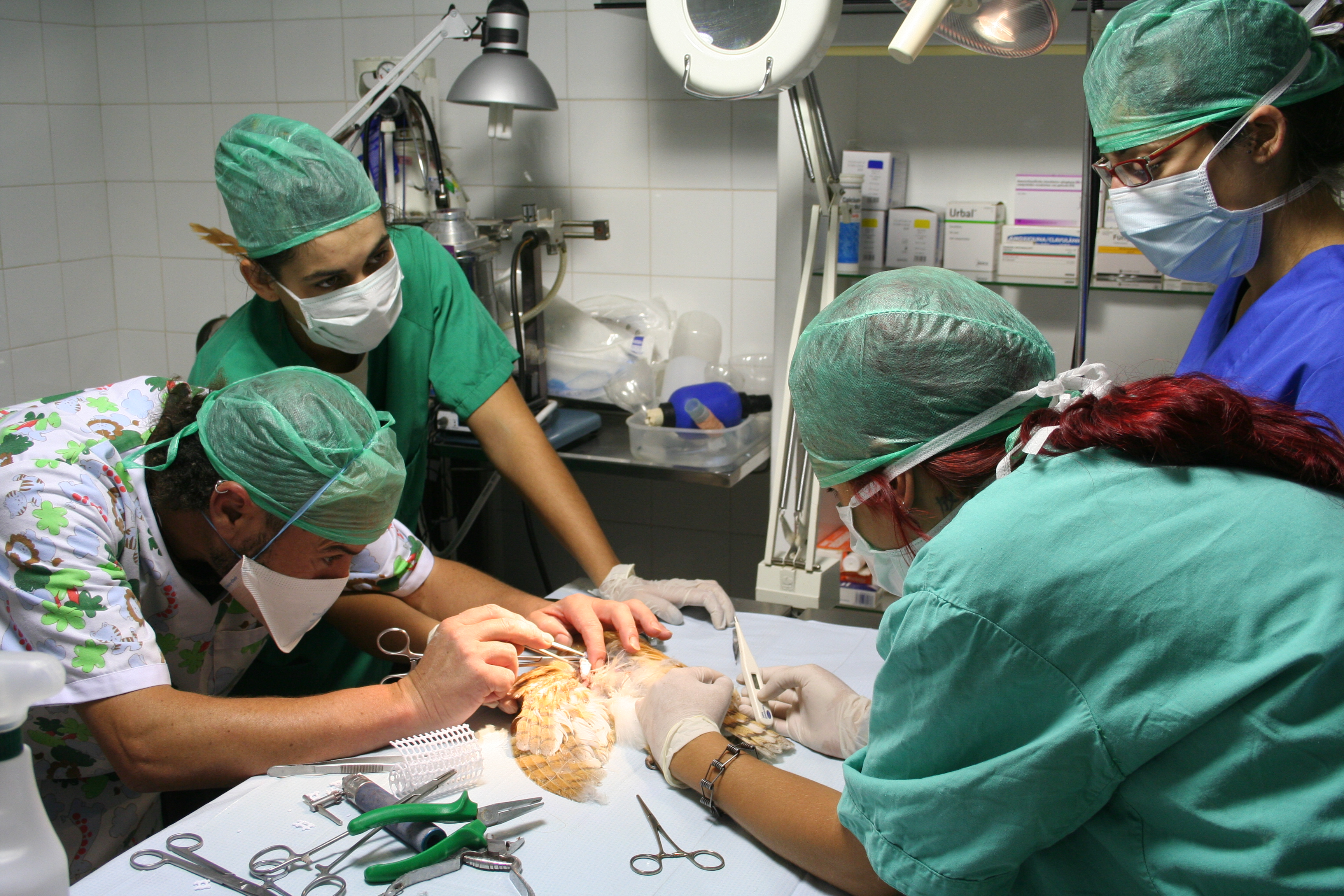
Cirurgia realizada por médico veterinário com técnicos veterinários

O técnico em veterinária é o profissional que desempenha no campo da ciência veterinária diversas funções,que estão a colaboração na administração de clínicas veterinárias, administração de medicamentos prescritos, administração de vacinas, conter e manejar animais, coletar material biológico, apoiar cirurgias, prestar primeiros socorros e realizar radiografias.
O técnico em veterinária não deve ser confundido com o auxiliar de veterinária.  Na maioria dos países, diferente do técnico, um auxiliar de veterinária é uma pessoa com menos, ou sem, qualificações formais em saúde animal, que não tem prática autônoma, mas que é designado para auxiliar outros profissionais.

## Formação e regulamentação

### No Mundo

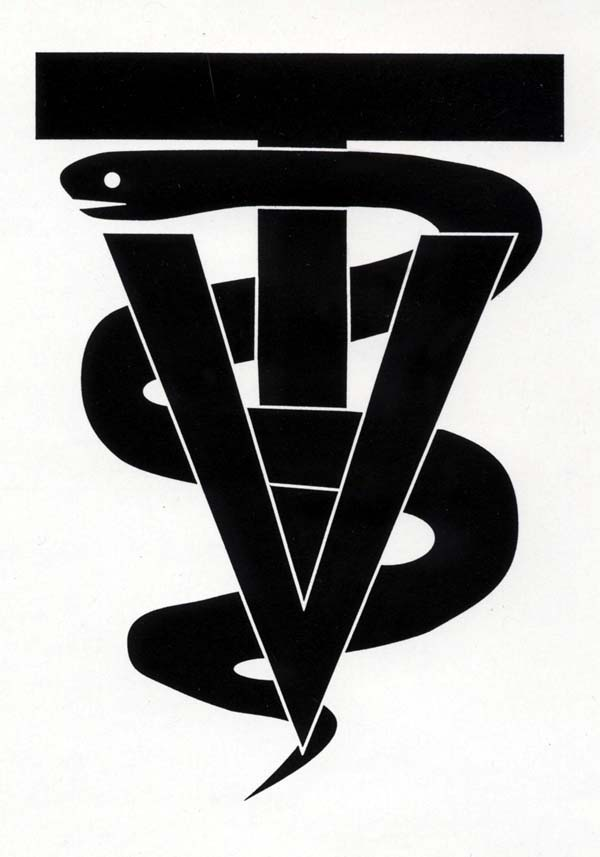
Logotipo dos Técnicos em Veterinária dos Estados Unidos

Na maioria dos países anglófonos, os trabalhadores paraveterinários com competências formais da prática, e um certo grau de autonomia no seu papel, são conhecidos como enfermeiros veterinários. A principal exceção a isso é na América do Norte, onde os Estados Unidos e o Canadá se referem a esses trabalhadores como técnicos em veterinária. A maioria das províncias canadenses têm um processo de registro formal e legalmente os médicos veterinários devem contratar técnicos em veterinária registrados. O processo de registro envolve frequentar uma instituição de ensino e passar em uma prova de licenciamento. Os técnicos em veterinária registrados também devem atender a critérios de licenciamento anual e os requisitos de educação contínuos.?

### No Brasil
No Brasil os trabalhadores paraveterinários formalmente ainda correspondem a uma prática recente e pouco conhecida. Os trabalhadores paraveterinários brasileiros correspondem a dois: o auxiliar de veterinária, uma função classificada como uma área de ocupação desde 2002 pela Classificação Brasileira de Ocupações; e o técnico em veterinária, cujo Conselho Federal de Medicina Veterinária ainda não se pronunciou especificamente sobre. Ambas funções ainda não possuem regulamentação no Brasil, porém, recentemente em 2019 o Conselho Federal de Medicina Veterinária anunciou a adoção de regulamentações para os auxiliares apenas.
Em 2017 o Conselho Regional de Medicina Veterinária do Estado de Minas Gerais publicou uma resolução que dispõe sobre os requisitos para funcionamento de estabelecimentos que ministram cursos de trabalhadores paraveterinários. Já o Conselho Regional de Medicina Veterinária do Estado do Rio de Janeiro ofereceu em 2015 esclarecimentos à população sobre cursos e a função de um auxiliar de veterinária.
O curso de auxiliar de veterinária tem duração variavelmente de um mês, e não é pré-requisito obrigatório para a prática desta ocupação.
O curso de técnico em veterinária tem duração de um ano e meio a dois anos, e possui uma grade curricular complexa com disciplinas ministradas por zootecnistas e médicos veterinários.